# Иванавски рејон
Иванавски рејон (блр. Иванаўскі раён; рус. Ивановский район) административна је јединица другог нивоа у јужном делу Брестске области у Републици Белорусији.
Административни центар рејона је град Иванава.

## Географија
Иванавски рејон обухвата територију површине 1.551,41 км² и на 11. је месту по површини међу рејонима Брестске области. Рејон се граничи са Бјарозавским и Ивацевичким рејоном на северу, на истоку је Пински, а на западу Драгичински рејон. На југу је граница са Украјином (Волињска област). Рејон се протеже у меридијанском правцу у дужини од 60 км, док је ширина од запада ка истоку 26 км.
Хидрографијом рејона доминирају реке Јасељда и Пина, канал Дњепар-Буг и 11 мањих језера.
Око 29% територије рејона је под шумама, углавном бора и брезе.

## Историја
Рејон је основан 15. јануара 1940. као административна јединица тадашње Пинске области. У саставу Брестске области је од 1954. године.
Крајем 1962. Иванавски рејон је укинут, а њена територија је била присаједињена Драгичинском рејону. Поново је успостављен у јануару 1965. године.

## Демографија
Према резултатима пописа из 2009. на том подручју стално је било насељено 43.586 становника или у просеку 28,08 ст/км².
| 1959.  | 1970.  | 1979.  | 1989.  | 1999.  | 2009.  |
| ------ | ------ | ------ | ------ | ------ | ------ |
| 65.577 | 63.366 | 57.781 | 52.312 | 50.763 | 43.586 |

Основу популације чине Белоруси (95,52%), Украјинци (2,18%), Руси (1,8) и остали (0,5%).
Административно рејон је подељен на подручје града Иванава који је уједно и административни центар рејона и на 15 сеоских општина.

## Саобраћај
Саобраћајну инфраструктуру рејона чине железничка линија Брест—Гомељ и друмски правци М10 (Граница Русије—Гомељ—Кобрин) и Р144 (Иванава— граница Украјине)